# Yánnis Makriyánnis
Yánnis Makriyánnis ou Yannis Macriyannis (grec moderne : Γιάννης Μακρυγιάννης), né Ioánnis Triandafýllou (Ιωάννης Τριανταφύλλου) en 1797 à Avoriti en Doride et mort en 1864 à Athènes, dit le plus souvent Makriyánnis, était un héros de la guerre d'indépendance grecque et un homme politique grec. « Makriyánnis » était le surnom qui lui fut donné.
Ses Mémoires constituent, au-delà de la vie de leur auteur, une source inestimable sur l'histoire de la Grèce dans la première moitié du XIXe siècle. Elles furent aussi un des textes fondateurs de la littérature en langue populaire. Georges Séféris disait qu'elles faisaient de Makriyánnis le « maître de la prose grecque moderne ».

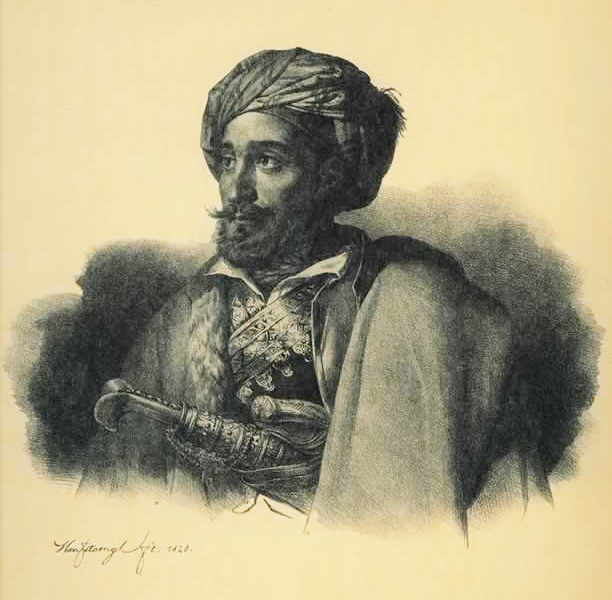
Portrait de Makriyánnis (lithographie de Karl Krazeisen).

## Jeunesse
Il était le fils d'un paysan-éleveur pauvre Dimítris Triandafýllou qui fut tué par les hommes d’Ali Pacha. Sa famille se réfugia alors à Livadiá où elle resta jusqu'en 1811. Il fut très tôt placé comme domestique auprès de différents maîtres. Sa fierté et son sens de l'honneur le poussèrent à refuser ces corvées humiliantes. Il aurait même pris la tête d'un groupe d'enfants domestiques ayant fugué pour fuir leurs patrons.
En 1811, il quitta Livadiá pour Arta où il travailla pour le marchand Thanassis Lidorikis. Là, il commença à faire fortune grâce au commerce. Il apparaît officiellement pour la première fois en 1815 sur une reconnaissance de dettes en sa faveur. En 1821, sa fortune s'élevait à 40 000 grossia ou piastres. Il est alors devenu Yánnis Makriyánnis (« Jean Grandjean »).
Il fut alors initié dans la Filikí Etería. Sa fortune allait être pour lui un atout lors de la guerre d'indépendance. Il n'eut jamais l'enrichissement personnel comme objectif. Il pouvait aussi lui-même payer ses hommes, sans dépendre de quiconque.

## La guerre d'indépendance grecque

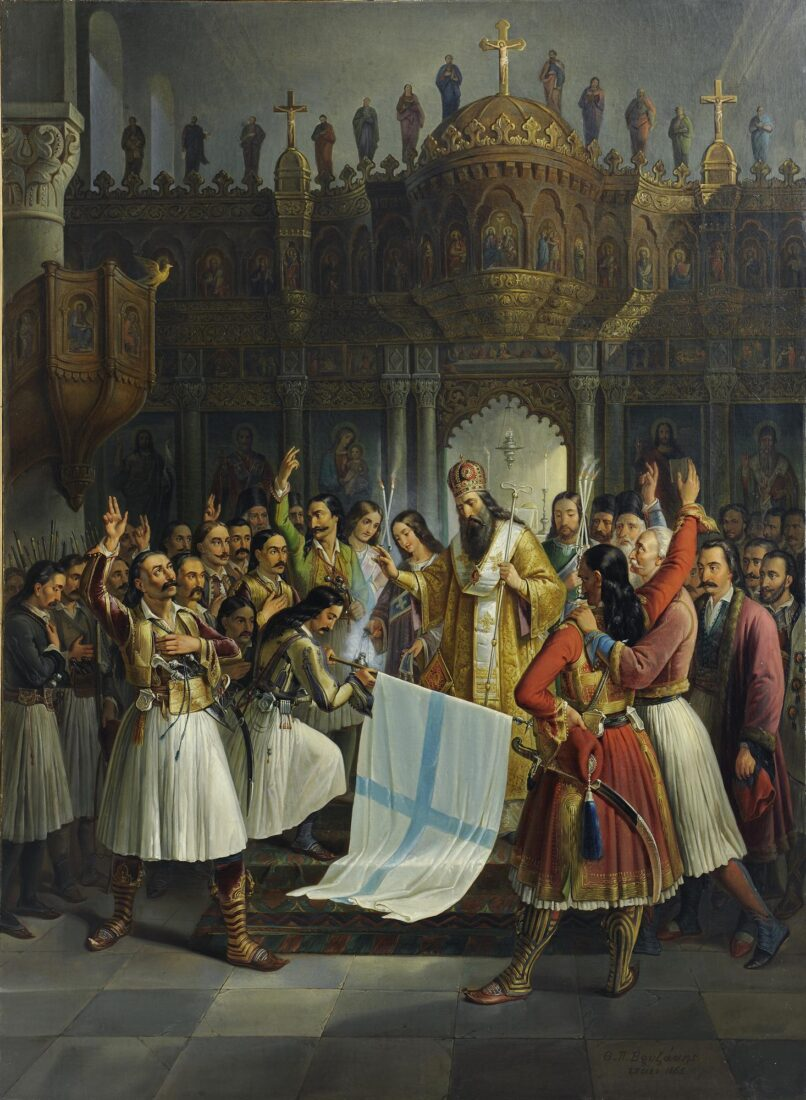
Theodoros P. Vryzakis, Le serment d’Aghia Lavra :
Germanos déclenche la guerre d’indépendance.

La guerre d’indépendance grecque fut une guerre de libération contre l’occupation ottomane. Les affrontements principaux eurent lieu dans le Péloponnèse, mais aussi en Épire et autour d’Athènes où Yánnis Makriyánnis se distingua.
Le gouverneur ottoman de la région de l'Épire, Ali Pacha de Janina cherchait à assurer définitivement l’indépendance de ses possessions. Il s’était révolté contre le Sultan Mahmoud II en 1820. La Sublime Porte (nom aussi donné au gouvernement de l’Empire ottoman) avait dû mobiliser autour de Ioannina toute une armée commandée par le gouverneur ottoman du Péloponnèse Khursit Pacha. Pour les patriotes grecs organisés dans la Filikí Etería et qui préparaient le soulèvement national depuis la fin du XVIIIe siècle, cette rébellion rendait le moment favorable. Il y avait potentiellement moins de soldats turcs disponibles pour réprimer leur soulèvement. L’insurrection fut déclenchée dans le Péloponnèse. Elle commença entre le 15 et le 20 mars 1821 sous la double impulsion de Theódoros Kolokotrónis et de l’archevêque de Patras, Germanos, qui proclama la guerre de libération nationale le 25 mars (julien). Au même moment, Alexandre Ypsilántis pénétrait en Moldavie et Valachie, second foyer prévu pour l'insurrection, à la tête d'une troupe composée de membres de l'Hétairie installés en Russie. L'Empire ottoman réduisit l'insurrection dans les provinces danubiennes en neuf mois alors qu'en Grèce même, les insurgés triomphaient.

### Makriyánnis en Épire
Juste avant le déclenchement de la révolution en mars 1821, Makriyánnis avait été envoyé aux nouvelles par les membres de l'Hétairie d'Arta à Patras. Il fut pris dans les débuts de la révolution: tandis que les Grecs assiégeaient la garnison de la citadelle, il parvint à regagner la côte nord du golfe de Corinthe d'où il vit Patras en flammes, une armée ottomane de secours ayant repris et saccagé la ville.
À peine de retour à Arta, il fut arrêté comme espion, alors qu'il était parti de Patras où on le recherchait déjà comme espion. En effet, il arrivait de Roumélie, et les Ottomans craignaient qu'il ne transportât l'insurrection du Péloponnèse à la Roumélie. Ils voulaient l'en empêcher. Il passa 90 jours dans la forteresse du Frourio. Torturé, il n'avoua rien. Les vingt-cinq autres personnes arrêtées en même temps que lui craquèrent et admirent appartenir à l'Hétairie. Elles furent toutes pendues. Faute de preuves et d'aveux, Makriyánnis ne fut pas exécuté. Il réussit finalement à acheter sa libération et fut recueilli par Ismaël Bey, un cousin d'Ali Pacha,. Il avait échappé à une mort certaine. Il en retira le sentiment qu'il avait un destin à accomplir.
Il quitta alors Arta et « gagna la montagne » en août 1821, pour rejoindre les insurgés grecs alors alliés au despote de Janina Ali Pacha. Ils avaient un ennemi commun : le Sultan. L'alliance était une alliance de circonstance. Il participa aux combats pour Arta dans la troupe de Gogos Bakolas. Les Turcs ayant repris la ville, Makriyánnis organisa alors l'évacuation des Grecs, plus de 500 familles. Il assista à l'attaque de la colonne de réfugiés par les habitants (grecs) de Valtos. Il écrit sa tristesse de voir ainsi des Grecs piller d'autres Grecs,.
En janvier 1822, il fut envoyé à Missolonghi, mais tomba malade en route et dut rester à Salona chez son frère jusqu'en mars 1822. Il rejoignit Yannis Gouras et Odysséas Androútsos près de Lamia en Phthie où il reprit le combat. Makriyánnis assista alors à une des tentatives des « magnats » d'éliminer Androútsos, trop proche du peuple à leur goût. La guerre d'indépendance grecque fut aussi une guerre civile.

### Athènes
En août 1822, avec Gouras et Dysséas (surnom d'Androútsos), il gagna Athènes. Makriyánnis tomba immédiatement amoureux de la ville. Il s'opposa alors à l'attitude des pallikares dans l'Athènes tout juste libérée des Turcs. Les hommes de Mamouris, lieutenant de Gouras, surtout, se livraient à de continuelles exactions. Makriyánnis obtint d'être nommé « prévôt » de l'ordre public pour protéger les habitants de la ville.
Il dut cependant se rendre à Salamine auprès du gouvernement provisoire en juillet 1823. Puis, il retourna avec Androútsos combattre en Roumélie. Cependant, les deux hommes ne s'entendirent pas. Makriyánnis n'acceptait pas les exactions des troupes de libération.

### Les guerres civiles

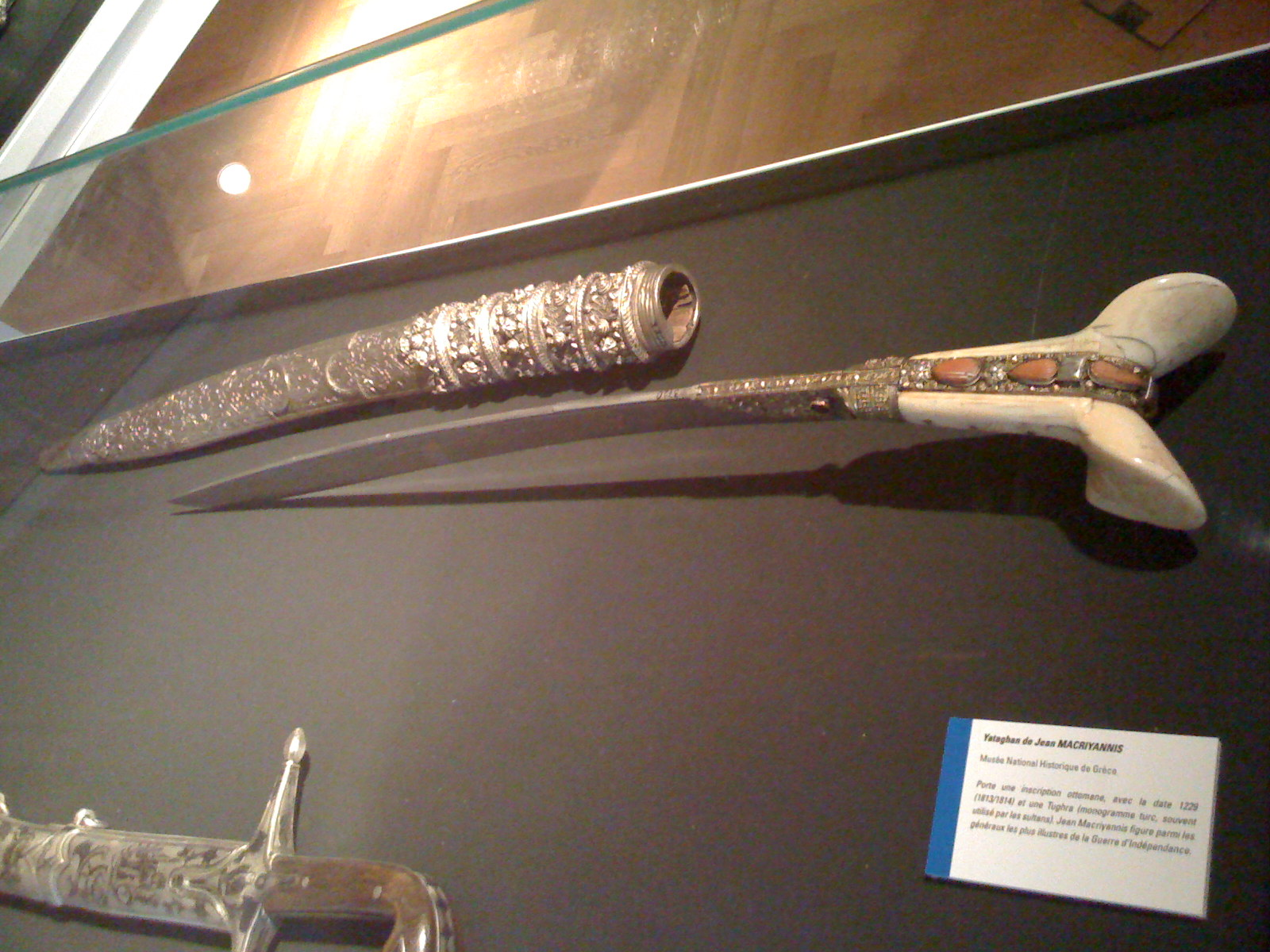
Yatagan de Makriyannis.

L'Assemblée nationale d'Épidaure, avait réuni en décembre 1821 et janvier 1822, des représentants des diverses régions insurgées. Les Grecs étaient alors divisés en deux partis : celui des «politiques» ou des «notables» et celui des «capitaines» ou des «militaires». Les politiques, dirigés par Aléxandros Mavrokordátos, étaient plutôt libéraux et défendaient le concept de souveraineté nationale, à l'occidentale. Le parti des capitaines était dirigé par Kolokotrónis, en lien étroit avec Dimítrios Ypsilántis. Ils penchaient pour la mise en place d'un pouvoir autoritaire voire dictatorial, inspiré du modèle russe, le temps du conflit. Mais, le parti «militaire» était divisé en nombreux courants, correspondant aux différents chefs de guerre. Le parti des politiques réussit à imposer sa conception du pouvoir. Il l'avait emporté sur le parti des militaires, qui n'avaient pas envoyé de délégués à l'assemblée nationale. Ces derniers ne voulaient pas reconnaître leur défaite tandis que les politiques désiraient se débarrasser définitivement d'eux. Les effets s'en firent sentir lors de l'Assemblée nationale d'Astros.
Elle se réunit en avril 1823, dans la petite ville d'Astros, à quelques kilomètres au sud de Nauplie. En fait, les délégués s'étaient répartis dans deux camps différents, dans deux villages à côté d'Astros. D'un côté les politiques autour d'Aléxandros Mavrokordátos et de l'autre les militaires, autour de Kolokotrónis, et entre les deux, un vaste fossé. Chaque camp était protégé par des hommes en armes : 800 chez les militaires et 2 400 chez les politiques. Le différend se précisa. Les politiques voulaient contrôler les militaires et leurs actions dans la guerre d'indépendance. Les militaires, Kolokotrónis en tête, considéraient que les politiques ne devaient se charger que du ravitaillement.
Parmi ses différentes décisions, l'Assemblée créa un Bouleutikó qui exercerait le pouvoir législatif et un Exécutif qui donc exercerait le pouvoir exécutif. L'Assemblée nomma les membres du Bouleutikó qui à son tour devait nommer les cinq personnes chargées de l'Exécutif. Le Bouleutikó fut alors composé de «politiques» tandis que le Bouleutikó nomma des membres du parti des militaires dans le nouvel Exécutif, afin de rééquilibrer la balance.
À la fin de la session, en juin 1823, il fut décidé de déplacer le siège du gouvernement (Bouleutikó et Exécutif) à Tripolis, la ville au centre du Péloponnèse, reconstruite après le siège victorieux par Kolokotrónis. C'était l'installer dans la région où il avait le plus d'influence. Les deux branches du gouvernement furent donc éloignées, dès août, des régions favorables à Kolokotrónis. Elles partirent pour Salamine, avant de se séparer en octobre. L'Exécutif, dominé par les militaires du Péloponnèse s'installa à Nauplie, tandis que le Bouleutikó, aux mains des politiques se plaça sous la protection des îles d'armateurs Hydra et Spetses en s'installant au bout de la péninsule de l'Argolide, à Kranídi.
À l'automne 1823, Bouleutikó et Exécutif ne cessèrent de s'affronter, au moindre prétexte. Un des conflits les plus durs se fit à propos du quorum du vote d'une taxe sur le sel. Le 9 décembre, les partisans du parti des «militaires» menés par Pános Kolokotrónis, marchèrent sur Argos où le Bouleutikó était en séance. Il se dispersa avant l'arrivée des troupes pour à nouveau trouver refuge à Kranídi, sous la protection d'Hydra et Spetses. Sa première décision fut de démettre les derniers militaires de l'Exécutif et de les remplacer par des politiques, dont Georgios Koundouriotis, armateur hydriote. Les membres démis de l'Exécutif n'acceptèrent pas cette décision. Ils furent rejoints par une douzaine de membres du Bouleutikó favorables au parti des militaires. Ils partirent fonder leur propre gouvernement à Tripolis. Au début de 1824, la Grèce insurgée avait deux gouvernements, un «politique» à Kranídi, protégé par la flotte et un «militaire» à Tripolis, protégé par les troupes de Kolokotrónis.
Lors de la « première guerre civile » qui suivit, opposant le gouvernement militaire de Tripolis à celui politique de Kranídi, Makriyánnis finit par choisir l'Exécutif de Kranídi qui s'imposa finalement. Il faisait partie au début des troubles de la troupe de Yenneos Kolokotronis, un fils de Théodoros, mais après s'être disputé avec celui-ci, et lassé par les exactions du clan Kolokotronis, il rejoint les troupes des primats du Péloponnèse soutenant le nouveau gouvernement (Zaïmis, Notaras, Londos). Il déchanta rapidement devant le comportement de ces derniers, se disant dans ses Mémoires « complètement dégoûté de la Grèce en voyant que le brigandage régnait partout », et tellement écœuré que leur vue lui faisait horreur.

#### La première guerre civile
On considère qu'elle commença avec l'attaque du Bouleutikó à Nauplie par Pános Kolokotrónis le 9 décembre 1823 et se termina par sa reddition aux troupes du gouvernement de Kranídi en juin 1824. Makriyannis, bien que faisant alors partie des troupes fidèles à Kolokotronis, aurait alors sauvé les archives du Bouleutikó. Il resta quelque temps à Nauplie au sein des troupes protégeant la ville pour le compte de l'ancien Exécutif, puis marcha contre Tripolizza avec les troupes de Kolokotronis. Il repartit ensuite pour la Corinthie, sous les ordres de Yenneos, mais quitta alors secrètement le camp et passa avec d'autres chefs et une partie de ses hommes dans le camp adverse.
Nauplie fut le principal enjeu du conflit qui se déroula intégralement dans le Péloponnèse. Le gouvernement de Kranídi décida d'en faire sa capitale le 14 mars 1824 et ordonna donc à Pános Kolokotrónis de la lui remettre. Devant son refus, les troupes de Kranídi attaquèrent et prirent, sans effusion de sang, les différentes places fortes tenues par les fidèles du clan Kolokotrónis : Argos le 25 mars et Corinthe la semaine suivante.
Tripolis, siège de l'autre gouvernement, tenu par Theódoros Kolokotrónis, fut l'objectif suivant. Le siège fut mis début avril, Makriyannis y participant cette fois du côté gouvernemental. Des échauffourées se produisirent au pied des remparts. Afin d'éviter un bain de sang, un accord fut trouvé et Kolokotrónis et ses hommes évacuèrent la ville mi-avril. Ils s'installèrent à Karýtena, à une trentaine de kilomètres à l'ouest. Là, Kolokotrónis procéda à une levée massive de troupes, puis, il revint mettre le siège à Tripolis. Un autre de ses fils, Yennéos, tenta au même moment une attaque contre le Bouleutikó (du gouvernement de Kranídi) installé alors à Argos où se trouvait Makriyannis qui participait au blocus de Nauplie. Comme son frère en décembre, il ne réussit pas à capturer les membres du Bouleutikó ce qui était pourtant son objectif.
En mai, le gouvernement des «politiques» contre-attaqua et réussit à disperser les troupes de Theódoros Kolokotrónis qui assiégeaient Tripolis. Le 3 juin, un accord entre les différentes factions fut trouvé. Le clan Kolokotrónis accepta de livrer Nauplie en échange de 25 000 piastres et d'une amnistie (accordée le 14 juillet) pour ses fidèles. Le 22 juin, le gouvernement des «politiques» s'installait triomphalement dans sa capitale. Les événements de Psara avaient aussi joué dans la réconciliation entre Grecs.
Alors qu'il projetait de repartir en Grèce centrale dans la troupe de Karaïskakis, Makriyánnis reçut l'ordre de participer aux préparatifs de défense d'Hydra qui semblait devoir être l'objectif suivant du Capoudan Pacha (amiral ottoman) qui venait de ravager Psara ; il aurait été alors l'un des rares chefs rouméliotes à obéir, les autres (Karaïskakis, Gouras, Androutsos) préférant rejoindre la Roumélie après avoir essayé de le dissuader de se rendre dans les îles. À Hydra, il joua le même rôle qu'à Athènes, celui de « prévôt » pour essayer de réconcilier les insulaires, les troupes rouméliotes et les réfugiés qui s'affrontaient régulièrement ; ce rôle lui aurait été attribué après une émeute particulièrement grave, désamorcée par Lazaros Koundouriotis, juste avant que la flotte appareille pour défendre Samos menacée.
La menace s'étant éloignée avec les victoires navales grecques de l'été (Samos et Gerondas), il regagna Argos puis fut envoyé auprès de Grecs albanophones de Messénie, les Drédès, qui refusaient de reconnaître l'autorité du gouvernement. Il réussit à les convaincre, mais cet événement entraîna la seconde guerre civile.

#### La seconde guerre civile
Elle commença dans le nord-est de la Messénie en octobre 1824. Yánnis Makriyánnis et Papaphléssas avaient été envoyés avec 500 hommes auprès de Grecs albanophones de cette région, les Drédès, habitant les pentes de l'Ithômé et la région d'Andania. Ils devaient les convaincre de reconnaître l'autorité du gouvernement de Nauplie. Kolokotrónis et ses hommes participaient alors au siège de Patras. Ils s'y sentaient mal traités par les représentants du gouvernement. Ils quittèrent alors le siège et rejoignirent les Drédès d'Arcadie. Des échauffourées eurent lieu entre les troupes de Kolokotrónis et celles de Makriyánnis jusqu'à la mi-novembre. Les troupes «gouvernementales» avec Makriyánnis finirent par se replier sur Nauplie,.
Les «rebelles» marchèrent alors sur Tripolis tenu par des troupes «gouvernementales» venues de Roumélie (Grèce centrale). De nouveaux échauffourées se déroulèrent. Une soixantaine de «rebelles», dont Pános Kolokotrónis, y perdirent la vie. Ioannis Kolettis, chef du gouvernement, appela d'autres troupes rouméliotes, leur promettant, outre une solde, tout le butin pris sur les «rebelles», mais aussi sur le Péloponnèse. Elles arrivèrent début décembre en grand nombre, sous le commandement de Yannis Gouras. Les «rebelles» ne furent pas de taille. Leurs chefs furent capturés ou se rendirent. Le 11 février 1825, Kolokotrónis et douze de ses fidèles lieutenants se rendirent. En mars, ils furent emprisonnés dans le monastère fortifié de Profitis Ilias, au-dessus du port d'Hydra.

### Le Péloponnèse
En février 1825, Ibrahim Pacha réussit à faire débarquer ses troupes dans l'ouest du Péloponnèse, en Messénie. Makriyánnis venait d'être nommé « capitaine » de Kyparissia (chargé du maintien de l'ordre) et avait alors 200 à 300 hommes sous ses ordres. Apprenant la nouvelle du siège de Navarin par les Égyptiens, il se rendit sur place mais ne put empêcher le désastre de Sphactérie. Il participa à la défense de la forteresse, et fut un des négociateurs de sa reddition : les Grecs furent autorisés à évacuer la ville en laissant leurs armes.
Ibrahim, après avoir occupé Tripolizza, lança par surprise une attaque sur Nauplie, qui n'était pas préparée à un siège. La plus grande partie des réserves de la ville se trouvait aux « Moulins de Nauplie » près d'Argos, et leur perte aurait rendu impossible la défense de la capitale gracque. Makriyannis décida de s'installer avec ses 200 hommes, avec Ypsilantis et Constantin Mavromichalis. Il fortifia le site pendant trois jours. Les 3 000 Égyptiens se présentèrent le quatrième jour. L'amiral Henri de Rigny aurait dit à Makriyánnis « Vous êtes si peu, les Turcs si nombreux ». Le Français n'intervint pas. Pour motiver ses hommes, Makriyánnis évoqua sa métaphore préférée, celle du « levain », en rappelant par exemple les Thermopyles. Les troupes d'Ibrahim furent repoussées, et renoncèrent à prendre la localité, continuant leur chemin vers Argos et Nauplie. Ibrahim ne pouvant se permettre de mettre le siège, il évacua rapidement la région. Makriyánnis, gravement blessé fut transporté à Nauplie où on se proposa de l'amputer. Il refusa et demanda à être transporté à Athènes où il fut sauvé par un médecin turc : Kourtalis.
Ce fut durant ce séjour à Athènes qu'il épousa Catherine Skouzés avec qui il eut douze enfants.
Écœuré des problèmes politiques entre Grecs et de l'attitude des pallikares, Makriyánnis donna, peu de temps après son mariage, sa démission de son poste de général dans l'armée irrégulière et alla s'engager dans les troupes régulières du colonel Fabvier. Il espérait que son geste donnerait l'exemple aux autres « irréguliers ». Il n'en fut rien.

### Le siège d'Athènes

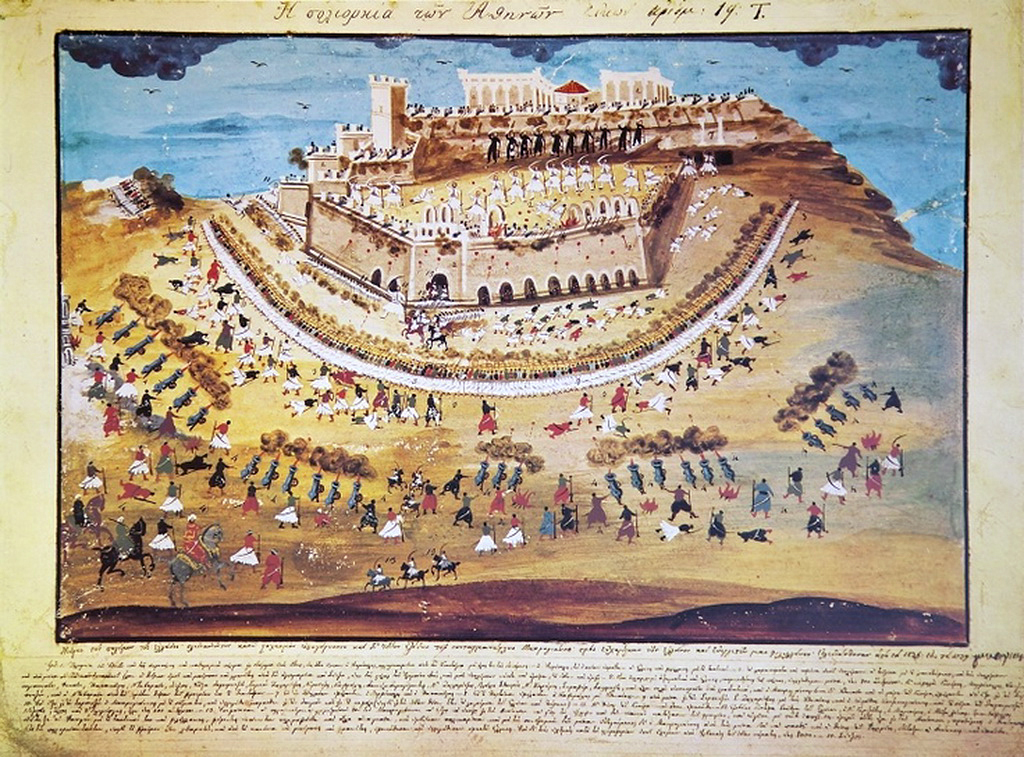
Siège d'Athènes par les Ottomans (Zografos, sur les indications de Makriyannis).

En août 1826, les troupes de Rachid Pacha qui venaient de s'emparer de Missolonghi avec celles d'Ibrahim Pacha vinrent mettre le siège devant Athènes. Les villages alentour, comme Patissia, traitèrent les troupes ottomanes en libératrices après les exactions de Grecs. Bientôt, l'Acropole fut assiégée. Makriyánnis soutint le siège avec Gouras, avec qui il se réconcilia. Lors d'une contre-attaque après un assaut ottoman, Makriyánnis fut très gravement blessé. On le crut même mort. Il survécut à ses nombreuses blessures : un coup de yatagan qui lui fit une fracture du crâne, une balle dans le cou (jamais extraite), des plaies ouvertes au flanc et à l'aine, un bras cassé et une cuisse écrasée. Elle le laissèrent irrémédiablement diminué et le firent souffrir tout le reste de sa vie. Il réussit malgré tout à faire une nouvelle sortie en novembre 1826. Il rejoignit Fabvier à Méthana puis alla faire un rapport au gouvernement à Égine. Fabvier parvint à amener des renforts et des munitions à l'Acropole où il devint le chef des défenseurs.
Makriyánnis participa à partir de janvier 1827, sous le commandement du général philhellène Gordon, aux opérations destinées à lever le siège de l'Acropole, en Attique, et s'illustra dans différents combats près du Pirée.
En mai, il participa à la « bataille d'Analatos », qui fut un désastre pour les Grecs. Malgré la mort du chef grec le plus influent, Yeóryios Karaïskákis, mortellement blessé peu avant le début de la bataille, les Britanniques Cochrane et Church, commandants de la flotte et de l'armée, décidèrent de poursuivre l'attaque. Cependant, une partie des opérations étaient prévues de nuit. Elles eurent lieu en plein jour. Les Grecs furent massacrés. Makriyánnis fut finalement évacué avec les survivants par bateau.
Les Ottomans prirent l'Acropole en juin 1827 et ne la rendirent qu'en 1834.
Il semblerait alors que Makriyánnis soit allé à Tinos. Il aurait aussi envisagé de préparer une opération en Crète.
Il fut ensuite chargé du maintien de l'ordre dans le Péloponnèse.
En 1829, alors que les combats de la guerre d'indépendance se faisaient de moins en moins nombreux, Makriyánnis décida de commencer la rédaction de ses Mémoires. En août, il fut député des réfugiés d'Arta lors de l'Assemblée nationale d'Argos, au cours de laquelle il s'opposa à certaines mesures inspirées par Kapodistrias, qu'il accuse d'avoir cherché à le corrompre.

## Après l'indépendance
Makriyánnis fut déçu des échecs de Ioánnis Kapodístrias. Il avait d'abord admiré le « gouverneur », mais il lui reprocha très vite ses tendances au pouvoir absolu. Makriyánnis craignait que Kapodistrias n'acceptât une Grèce indépendante réduite, sans la Roumélie, sa région d'origine. Il envisagea même alors un coup d'État. Il prévoyait de s'emparer du Fort Palamède à Nauplie. Il ne réussit pas à trouver un financement. Malgré tout, il condamna très fortement l'assassinat de Kapodistrias en septembre 1831. La Grèce s'engagea alors dans un chaos politique.
Makriyánnis vit donc en Othon, qui arriva à Nauplie en février 1833 un espoir de retour au calme pour la Grèce. Il fut là encore déçu par les erreurs politiques de la xénocratie bavaroise. Dès 1833, il proposa un plan pour régler les divers problèmes qui se posaient au pays : le statut des « anciens combattants » « irréguliers » de la guerre d'indépendance ; la répartition des « biens nationaux » confisqués aux Ottomans et le corollaire de la réforme agraire. Il se heurta à l'hostilité de Ludwig von Armansperg. Les Bavarois du gouvernement, loin de s'attaquer à ces problèmes, les accentuèrent en humiliant les « anciens combattants » lors de la création de l'armée régulière et en se partageant les « biens nationaux » afin de s'enrichir, comme lors de la spéculation immobilière quand Athènes devint capitale en 1834. Makriyánnis annonça alors qu'il renonçait à sa solde et qu'il la versait au fonds d'aide des anciens combattants.
Makriyánnis eut un espoir lorsque le jeune roi lui proposa de l'accompagner au cours du voyage en Roumélie qu'il effectua d'août à novembre 1834. Il crut pouvoir montrer au roi l'état réel du pays. Mais, ce fut sans résultat.

## Le combat politique

### Le coup d'État de 1843
Il se retira alors chez lui. Sa « traversée du désert » dura de 1836 à 1840. Il fut cependant victime d'une tentative d'assassinat, puis Armansperg l'assigna à résidence. Makriyánnis se consacra à l'aménagement de sa maison près de la porte d'Hadrien et à la rédaction de ses Mémoires. Il fit aussi réaliser la célèbre série de 25 gravures destinées à les illustrer par le peintre (et ancien combattant) Panayotis Zographos. Les gravures furent aussi vendues au profit des anciens combattants.

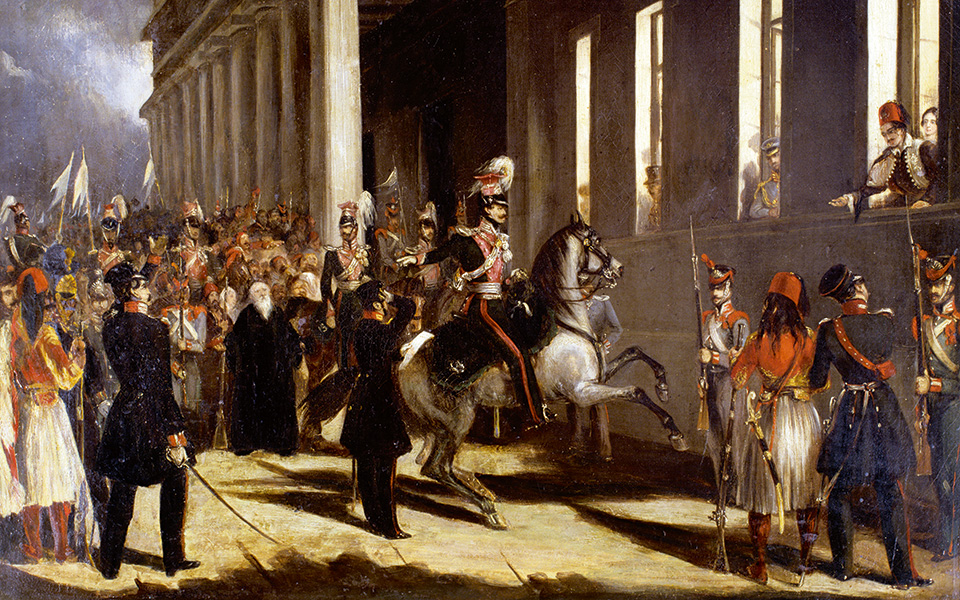
Le coup d'État du trois septembre 1843.

Makriyánnis se consacra aussi à la préparation d'un coup d'État. Ses efforts aboutirent avec le coup d'État du 3 septembre 1843. La tentative ayant failli échouer, il tenta de se suicider, mais en fut empêché par son épouse. Il fut cependant parmi ceux qui marchèrent vers le palais royal et obtinrent du roi la mise en place d'une constitution.
Il refusa de faire partie du gouvernement mis en place alors, mais son avis fut écouté, au moins les premiers temps. Il fut cependant très vite dépassé par les luttes partisanes autour de la rédaction de la constitution. Il réussit malgré tout une dernière fois à mobiliser l'opinion publique pour empêcher Othon d'insérer des amendements qui lui étaient favorables.
Makriyánnis fut d'abord partisan du Premier ministre Ioannis Kolettis. Mais, très vite, la politique quasi-dictatoriale et vidant de tout sens la constitution menée en accord avec Othon le déçut à nouveau. Des mesures continuèrent à humilier les anciens combattants, comme l'interdiction de célébrer le 25 mars. Les événements européens de 1848 eurent quelques échos à Athènes. Les leaders de l'agitation sont trouvés parmi les anciens combattants, arrêtés et exilés ou emprisonnés.
De plus, Othon ne lui avait pas pardonné son rôle dans la conspiration. Plusieurs fois, Makriyánnis fut convoqué au palais et sommé de dénoncer tous les conjurés du Trois Septembre. Il refusa toujours de le faire : « Je ne suis pas un esclave ».

### Le procès

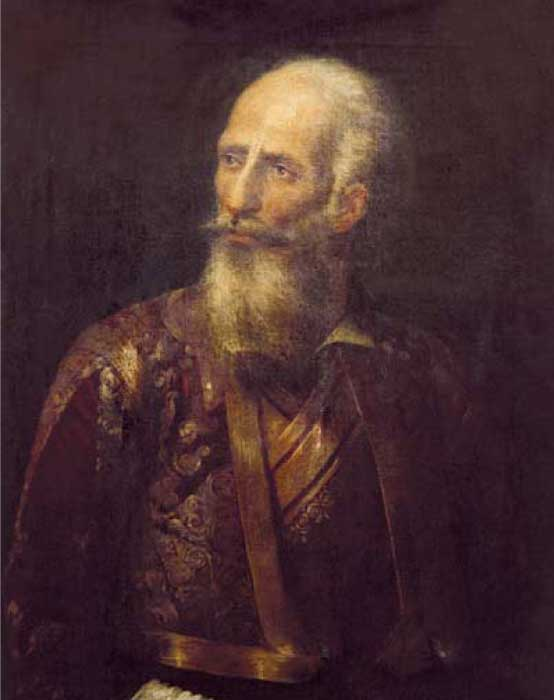
Portrait par Spyridon Prosalentis.

En 1850, Makriyánnis acheva la rédaction de ses Mémoires. Le procès qui lui fut alors fait n'est donc pas raconté dans ce texte fondamental pour connaître la vie de l'auteur. Toutes les pièces relatives à ce procès ont aussi été détruites.
Il fut placé aux arrêts de rigueur, avec obligation de loger et nourrir ses « geôliers », à partir de 1851, à cause de ses relations avec un réfugié politique polonais, le général Milvitz. Il fut ensuite soupçonné de préparer un attentat contre le couple royal pour le 25 mars 1852. La pression morale fut trop forte, Makriyánnis tomba malade et n'était plus transportable. Mais on l'enferma, le 13 août 1852, à la Médressé, une ancienne école coranique transformée en prison, la plus vétuste et la plus insalubre de la ville. Il fut cependant transporté dès le 14 à l'hôpital militaire, le gouvernement ne pouvant se permettre de le faire mourir en détention.
Le procès, en cour martiale, se déroula le 16 mars 1853. Tout était monté de toutes pièces : faux témoins, fausses preuves et le président du tribunal Kitsos Tzavelas était un ennemi personnel de Makriyánnis. Cinq des six juges votèrent la mort et en appelèrent à la clémence royale. Othon commua la peine en réclusion perpétuelle.
Makriyánnis passa 18 mois en prison. Othon ne cessa de diminuer sa peine, à vingt ans, puis dix ans de détention. Dimitrios Kallergis obtint sa libération le 2 septembre 1854, grâce à la guerre de Crimée. Othon avait en effet choisi le camp de la Russie et envoyé des troupes dans les territoires ottomans. Cela avait entraîné le blocus du Pirée par la flotte franco-britannique qui avait aussi imposé Kallergis comme Premier ministre.
Makriyánnis sortit de prison physiquement et moralement brisé. Ses vieilles blessures s'étaient à nouveau ouvertes. Il souffrait de vertiges et d'hallucinations. Il ne cessait d'être harcelé et insulté. Un de ses plus jeunes fils décéda lors de l'épidémie de choléra qui ravagea Athènes. Makriyánnis passait ses journées en prière dans une grotte dédiée à saint Jean qu'il avait fait installer au fond de son jardin.
Makriyánnis se rendit en 1857-1859 dans les îles Ioniennes.
L'insurrection du 10 octobre 1862 qui entraîna la chute d'Othon lui remonta le moral. Son fils, le général Othon Makriyánnis, filleul du souverain, participa au soulèvement. Il s'introduisit même dans le palais royal et y vola la couronne qu'il rapporta à son père. La foule entoura le domicile de Makriyánnis et le porta en triomphe à travers les rues de la capitale. Il fut élu député d'Athènes.
Makriyánnis fut rétabli dans ses titres et ses grades perdus lors de son procès. Il fut même élevé au grade de général de corps d'armée le 20 avril 1864. Il décéda le 27 avril.

## Hommages
- Une rue d'Athènes porte son nom, près du musée de l'Acropole ; une statue le représente dans le petit square qui se trouve à l'extrémité de cette rue, en bas de la promenade Dionisiou Areopagitou.

#### Autobiographie
- Général Makriyánnis, Mémoires, traduction de Denis Kohler, introduction de Pierre Vidal-Naquet, Albin Michel, 1987.  (ISBN 2226027963)

#### Ouvrages sur Makriyánnis
- Pierre Vidal-Naquet, « Makriyánnis et l'Antiquité », dans Les Grecs, les historiens et la démocratie : le grand écart, La Découverte, 2000  (ISBN 2707133051).
- Jean-Baptiste Goureau, « La Langue de Makriyánnis », dans Le Nouveau Recueil, éd. Champ Vallon, no 71, juin-août 2004  (ISBN 2876733986).
- Georges Séféris, "Un Grec, Macriyannis", dans Essais. Hellénisme et création, traduction du grec par Denis Kohler, Mercure de France, 1987.

#### Ouvrages généraux
- (en) David Brewer, The Greek War of Independence. The Struggle for Freedom from Ottoman Oppression and the Birth of the Modern Greek Nation., The Overlook Press, New York, 2001.  (ISBN 1585673951)
- (fr) Wladimir Brunet de Presle et Alexandre Blanchet, Grèce depuis la conquête romaine jusqu’à nos jours., Firmin Didot, 1860.
- (en) Richard Clogg, A Concise History of Greece., Cambridge U.P., 1992.  (ISBN 0-521-37830-3)
- (fr) Georges Contogeorgis, Histoire de la Grèce, Coll. Nations d’Europe, Hatier, 1992.  (ISBN 2-218-03-841-2)
- (fr) Nicolas Svoronos, Histoire de la Grèce moderne., Que Sais-Je ?, PUF, 1964.